# 盖伊·克拉克森
盖伊·克拉克森（英語：Guy Clarkson，1891年1月1日—1974年10月9日），英国男子冰球运动员，场上位置是前锋。他曾代表英国国家队参加1924年冬季奥林匹克运动会冰球比赛，获得一枚铜牌。